# Забар'я
Забар'я (рос. Забарье) — селище Гвардійського міського округу, Калінінградської області Росії. Входить до складу Славинського сільського поселення.
Населення — 94 особи (2015 рік).

## Населення
| 2002 | 2010 |
| ---- | ---- |
| 112  | ↘94  |